# Seconda battaglia di Panipat
La seconda battaglia di Pānīpat (in urdu پانی پت کی دوسری لڑائی) fu combattuta il 5 novembre 1556 tra il sovrano hindu dell'India settentrionale, Hēmū Chandra Vikramaditya - o semplicemente Hēmū - e le forze dell'Imperatore Mughal Akbar.
Hēmū aveva conquistato gli Stati di Delhi e Agra poche settimane prima di essere sconfitto dai Mughal comandati da Tardī Beg Khān nella Battaglia di Delhi del 1556 e di essersi incoronato come Raja Vikramaditya nel Purana Qila di Delhi. Akbar e il suo tutore Bayram Khān, dopo aver saputo della caduta di Agra e di Delhi, avevano marciato su Pānīpat (Uttar Pradesh) per riprendere il controllo di quei territori. I due eserciti si scontrarono a Pānīpat, non lontano dal sito della Prima battaglia di Panipat del 1526.
Hēmū e le sue forze vantavano una superiorità numerica ma Hēmū fu ferito da una freccia nel corso dello scontro e cadde a terra svenuto. Vedendo il loro capo in terra e immaginando fosse morto, i soldati furono presi dal panico e si sbandarono. Svenuto, e quasi morto, Hēmū fu catturato e successivamente decapitato da Akbar. La battaglia finì con una vittoria decisiva del sovrano Mughal.

## Antefatti

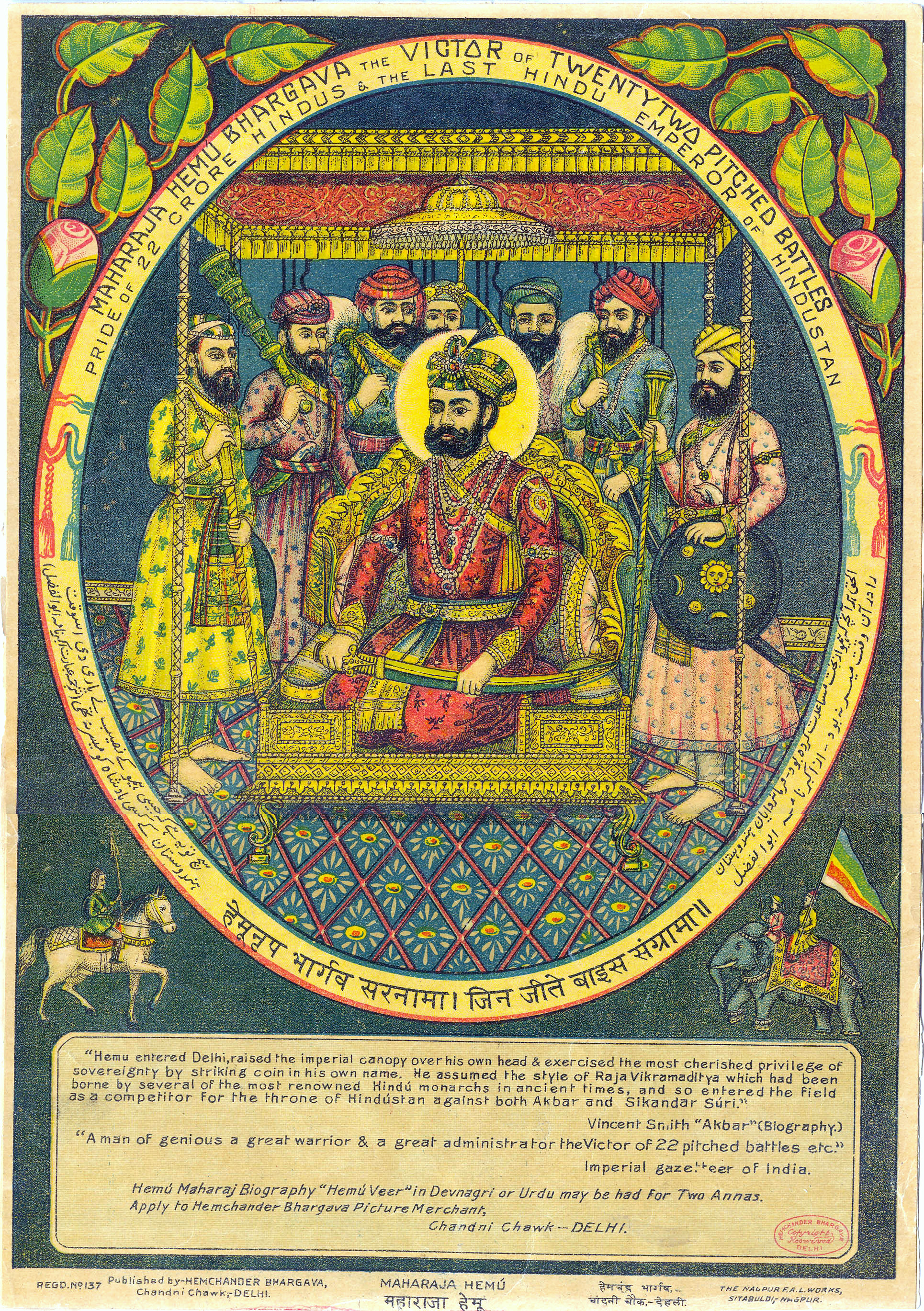
Ritratto di Hemu, ultimo sovrano hindu di Delhi (primo o secondo decennio del XX secolo).

Humāyūn, il successore di Bābur, fondatore dell'Impero Mughal, aveva perduto i suoi diritti ereditari quando fu cacciato dai suoi domini indiani da Shēr Shāh Sūrī che aveva fondato l'Impero Sūrī (o Ṣūrī) nel 1540.
Delhi e Agra erano cadute nelle mani di Shēr Shāh, ma egli morì subito dopo nel 1545 a Kalinjar (Uttar Pradesh). A lui succedette il figlio più giovane, Islām Shāh Sūrī, che si rivelò un governante capace. Tuttavia, dopo la sua morte nel 1553, l'Impero Sūrī fu travolto da una guerra di successione e infiacchito da una ribellione, con la secessione di varie province. Humāyūn mise a frutto questa discordia nel campo avversario per riprendere il controllo di quanto aveva perduto e, il 23 luglio 1555, i Mughal sconfissero Sikandar Shāh Sūrī tornando signori di Delhi e di Agra.
Il legittimo successore di Islām Shāh Sūrī, il figlio dodicenne Fīrūz Khān, fu assassinato dallo zio materno, aveva occupato il trono di Delhi come ʿĀdil Shāh Sūrī. Il nuovo sovrano era tuttavia maggiormente interessato da una vita di piaceri che dagli affari di Stato. Essi erano in gran parte delegati a Hemu, un vecchio amico e sodale di Shēr Shāh Sūrī di Rewari, che si era innalzato dalla sua umile posizione fino a diventare Primo ministro di ʿĀdil Shāh Sūrī e di generale dell'esercito Sūrī. Egli si trovava in Bengala quando Humāyūn morì il 26 gennaio 1556. La morte dell'Imperatore Mugha gli offrì un'occasione perfetta per sconfiggere i Mughal e rivendicare il perduto territorio.
Hēmū si mise rapidamente in marcia dal Bengala e cacciò i Mughal da Bayana, Etawah, Bharthana, Bidhuna, Lakhna, Sambhal, Kalpi e Narnaul. Ad Agra, il governatore mughal evacuò la città e fuggì senza combattere dopo aver saputo dell'imminente arrivo di Hēmū. Inseguendo il fuggitivo, Hēmū raggiunse Ṭughlāqābād, dove sorgeva l'antico Forte eretto da Ghiyāth al-Dīn Ṭughlāq a difesa di Delhi, che si trovava poco distante. Lì piombò addosso alle forze del governatore mughal di Delhi, Tardī Beg Khān, sconfiggendolo nella battaglia di Ṭughlāqābād. Prese quindi possesso di Delhi al termine di una giornata di combattimenti il 7 ottobre 1556 per rivendicare lo status regale assumendo il titolo di Vikramaditya (o Bikramjit).

## Preludio
Sapute le disastrose notizie provenienti dal fronte di Ṭughlāqābāad, il successore di Humāyūn, il tredicenne Akbar e il suo tutore e Reggente Bayram Khān immediatamente partirono da Delhi. Per un colpo di fortuna, ʿAlī Qulī Khān Shaybānī (in seguito noto come Khān-i Zamān, "Signore del tempo") che era stato mandato avanti con una forza di cavalleria forte di 10 000 uomini, s'imbatté nell'artiglieria di Hēmū, che era trasportata e debolmente protetta da un esiguo gruppetto di soldati. Fu facilmente in grado quindi di catturare l'intero convoglio di cannoni, affidati ad Afghani che abbandonarono precipitosamente l'artiglieria loro affidata e che fuggirono senza indugio. Ciò si sarebbe dimostrato assai negativo per le perdite che Hēmū dovette subire.
Il 5 novembre 1556, l'esercito mughal si scontrò con quello di Hēmū sullo storico campo di battaglia di Pānīpat. Akbar e Bayram Khān si disposero nella retroguardia, 8 miglia (una quindicina di chilometri) dal luogo dello scontro.

## Formazione
L'esercito mughal che fronteggiava il nemico fu affidato ad ʿAlī Qulī Khān Shaybānī, con i suoi 10 000 cavalieri al centro, Sikandar Khān Uzbek alla destra e ʿAbd Allāh Khān Uzbek alla sinistra. L'avanguardia era guidata da Ḥusayn Qulī Beg e Shāh Qulī Maḥram, oltre al poco efficiente distaccamento turco di Bayram Khān.
L'esercito di Hēmū era numericamente superiore, potendo contare su una forte cavalleria di 30 000 elementi afghani e circa 500 elefanti da guerra. Ognuno di essi era protetto da piastre metalliche e montato da moschettieri e arcieri. Hēmū guidava di persona il suo esercito, montando un elefante chiamato Hawai. la parte sinistra dello schieramento era condotto da suo nipote (figlio di una sorella) Ramya (o Ramaiyya), e la parte destra da Shadī Khān Kakkar. L'esercito era però poco esperto ma assai fiducioso, visto che Hēmū aveva vinto in 22 diverse battaglie, dal Bengala al Punjab. In questa battaglia, tuttavia, Hēmū non aveva artiglieria.

## Battaglia
Hēmū avviò l'attacco e perse il suo elefante, stretto dall'ala sinistra e quella destra delle forze mughal. Quei soldati, furono in grado di resistere alla furia dell'attacco nemico e, invece di ritirarsi, eseguirono una manovra accerchiante e attaccarono i fianchi della cavalleria di Hēmū, colpendola con i loro esperti arcieri. Il centro dello schieramento mughal avanzò del pari e si attestò in una posizione difensiva, davanti a un profondo burrone. Né l'elefante di Hēmū, né le sue unità di cavalieri furono in grado di attraversare il baratro e raggiungere gli avversari sull'opposto crinale, rimanendo invece esposti ai loro proiettili.
Nel frattempo, la cavalleria mughal, sulle sue agili cavalcature, si era fatta strada tra i ranghi afghani muovendo dai fianchi e dalla parte posteriore e aveva iniziato a prendere di mira gli elefanti, tagliando le gambe a quelle grandi bestie e facendo precipitare in terra i combattenti che erano al disopra di essi. Hēmū fu obbligato a far retrocedere i suoi elefanti e gli attacchi degli Afghani rallentarono inevitabilmente.
Vedendo scemare l'intensità dell'attacco afghano, ʿAlī Qulī Khān Shaybānī condusse la sua cavalleria ad aggirare e a premere contro il centro afghano, prendendolo alle spalle. Hēmū, controllando il campo di battaglia dall'alto della sua howdah (baldacchino) posta sul dorso di Hawai, si affrettò immediatamente a contrastare quella carica nemica. Anche quando vide cadere Shadī Khān Kakkar e un altro dei suoi valorosi luogotenent, Bhagwan Das, Hēmū continuò a guidare contrattacchi contro i Mughal, aggredendo chiunque avesse sfidato i suoi elefanti. Fu uno scontro disperatamente condotto da entrambe le parti, ma non sembra che le sorti inclinassero mai in favore di Hēmū e, anzi, alcuni cronisti ricordano che esse volsero in favore dei Mughal allorché una freccia casualmente lanciata colpì Hēmū.
Entrambe le ali dell'esercito mughal erano arretrate sotto l'ìmpeto del nemico ed Hēmū condusse il suo contingente di elefanti da guerra e di cavalleria in avanti per schiacciare il centro avversario. Fu a quel punto che Hēmū, forse a un passo dalla vittoria, fu colpito nell'occhio da una freccia mughal e cadde svenuto nella howdah. Vedendolo a terra, il panico s'imnpossessò dei suoi uomini, che ruppero disordinatamente la loro formazione e fuggirono in piena rotta. La battaglia era perduta e 5 000 morti giacevano sul campo di battaglia e molti altri furono poi uccisi mentre fuggivano.

## Conseguenze
L'elefante che trasportava lo svenuto e moribondo Hēmū fu catturato dopo varie ore d'inseguimento al termine degli scontri e condotto al campo mughal. Bayram Khān chiese al tredicenne Akbar di decapitare Hēmū, ma il fanciullo rifiutò di colpire con la spada un uomo pressoché morto. Akbar fu persuaso a toccare la testa di Hēmū con la sua spada, dopo di che Bayram Khān eseguì la decapitazione. La testa di Hēmū fu spedita a Kabul per essere appesa fuori della Delhi Darwaja (Porta di Delhi),mentre il suo corpo fu messo in un gabbione su una porta d'accesso al Purana Qila di Delhi, in cui egli era stato incoronato il 6 ottobre. Numerosi sostenitori e parenti di Hēmū furono decapitati e più tardi sul luogo dell'esecuzione fu eretto un minareto. Oggi è noto come Hēmū's Samadhi Sthal.
Con la scomparsa di Hēmū, le fortune di ʿĀdil Shāh declinarono. Anch'egli fu sconfitto e ucciso da Khiḍr Khān, figlio di Muḥammad Khān Sūr del Bengala, nell'aprile del 1557.
Il bottino della battaglia di Pānīpat incluse 120 elefanti da guerra di Hēmū, le cui furie distruttive colpirono a tal punto i Mughal che quegli animali presto divennero parte integrante delle loro strategie militari.